# Odilo de Bavaria
Odilo (de asemenea, Uatalo) (d. 18 ianuarie 748) a fost un nobil aleman, fiu al lui Gotfrid de Alamania din familia Agilolfingilor.
Odilo a condus Thurgau (astăzi, canton în Elveția) până la 736, moment în care, odată cu moartea ducelui Hugbert de Bavaria, vechea ramură a Agilolfingilor s-a extins. Ca urmare, lui Odilo i-a revenit moștenirea asupra Ducatului Bavariei, pe care l-a deținut până la moarte.
Odilo a prezidat asupra împărțirii diecezelor din Bavaria în anul 739, atunci când au fost întemeiate diecezele de Regensburg, Freising, Passau și Salzburg de către Sfântul Bonifaciu, la care s-a adăugat în 741 dieceza de Würzburg.  
În 741 Odilo s-a căsătorit cu Hiltrud, fiica majordomului Carol Martel al francilor, cu care a avut un copil, Tassilo. Însă după numai un an s-a aflat în conflict cu fiii lui Martel, Carloman și Pepin cel Scurt. Odilo a fost nevoit să accepte suzeranitatea francă asupra Bavariei, însă și-a menținut poziția de duce al acesteia. După moartea sa, Grifo, frate vitreg cu Carloman și Pepin cel Scurt, a încercat să se impună ca stăpân al Bavariei, însă a fost înfrânt de către Pepin, care l-a instalat la conducerea ducatului pe fiul minor al lui Odilo, Tassilo al III-lea.
Odilo este recunoscut ca întemeietor al abațiilor Niederaltaich, Mondsee, printre multe altele. El este și cel care a elaborat Lex Baiuvariorum, o culegere de legi care reglementa statutul vechilor triburi ale baiuvarilor.
Odilo a fost înmormântat în abația Gengenbach.